# 蝴蝶泉边 (五朵金花)
《蝴蝶泉边》，是1959年公映的电影《五朵金花》的插曲，根据白族民歌改编。季康作词，雷振邦作曲，原唱是李世榮和赵履珠。。

## 歌词
哎,哎!
大理三月好风光哎,
蝴蝶泉边好梳妆,
蝴蝶飞来采花蜜哟,
阿妹梳头为哪桩?
蝴蝶飞来采花蜜哟,
阿妹梳头为哪桩?

哎,
蝴蝶泉水清又清,
丢个石头试水深,
有心摘花怕有刺,
徘徊心不定啊伊哟.
哎,
有心摘花莫怕刺哎,
有心唱歌莫多问,
有心撒网莫怕水哟,
见面好相认.

阳雀飞过高山顶,
留下一串响铃声,
阿妹送我金荷包哟,
哥是有情人啊伊哟!

燕子衔泥为做窝,
有情无情口难说,
相交要学长流水哟,
朝露哥莫学啊伊哟!

祖传三代是铁匠,
炼得好钢锈不生,
哥心似钢最坚贞,
妹莫错看人.
送把钢刀佩妹身,
钢刀便是好见证,
苍山雪化洱海干,
难折好钢刃.

橄榄好吃回味甜,
打开青苔喝山泉,
山盟海誓先莫讲,
相会待明年.
明年花开蝴蝶飞,
阿哥有心再来会,
苍山脚下找金花,
金花是阿妹,
苍山脚下找金花,
金花是阿妹.